# Podgorzałka (zwyczajna)
Podgorzałka zwyczajna, podgorzałka, kaczka białooka, kaczka podgorzałka (Aythya nyroca) – gatunek średniej wielkości ptaka wodnego z rodziny kaczkowatych (Anatidae). Bliski zagrożenia wyginięciem. Nie wyróżnia się podgatunków.

## Występowanie
Ptak ten zamieszkuje wyspowo pas od Europy Środkowej i Wschodniej po zachodnią Mongolię. Izolowane populacje w Libii i Pakistanie. Północne populacje wędrowne. Przeloty w marcu–maju i sierpniu–listopadzie. Zimują w basenie Morza Śródziemnego, Afryce Subsaharyjskiej, Dolinie i Delcie Nilu, na Bliskim Wschodzie, południowych brzegach Morza Kaspijskiego, subkontynencie indyjskim i w południowo-wschodniej Azji. Sporadycznie zalatuje do Europy Zachodniej i Skandynawii oraz na Wyspy Kanaryjskie i Wyspy Zielonego Przylądka.
W Polsce to gatunek skrajnie nielicznie lęgowy, nieregularnie przelotny, zimuje sporadycznie. Gniazduje głównie na stawach w Budzie Stalowskiej, w dolinie Baryczy i na Lubelszczyźnie.

## Morfologia
WyglądSamiec nieco większy od samicy. W szacie godowej samiec ma głowę, szyję i pierś kasztanowordzawe, na podbródku biała plama, oczy białe. Boki brązowoszare, a grzbiet ciemnobrązowy lub czarniawy. Brzuch i podogonie białe. Samica podobna do samca, lecz brak jej białej plamy na podbródku, a kolor głowy i szyi zlewa się z kolorem boków. Ma też brązowe oczy i bardziej matowe upierzenie. U obu płci białe lusterko, które w locie widoczne jest jako charakterystyczny biały pas. Tęczówka samca biała, a samicy brązowa.
Wymiary średniedługość ciała ok. 40–46 cm
długość skrzydła 17–19 cm
 rozpiętość skrzydeł 63–67 cm
masa ciała ok. 400–700 g

## Ekologia

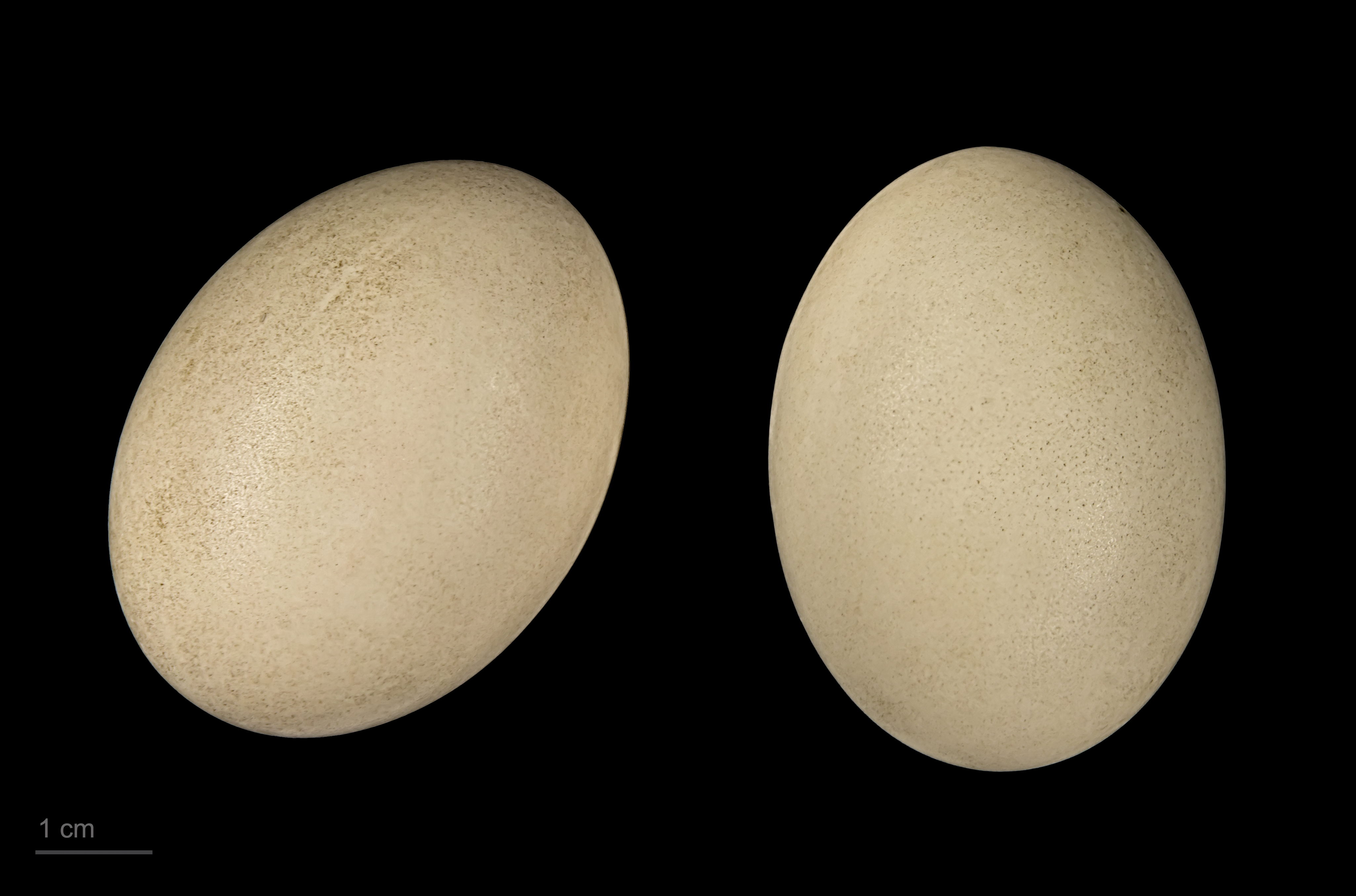
Jaja

BiotopStojące, gęsto zarośnięte zbiorniki słodkiej wody.
GniazdoNa lądzie, w pobliżu wody, ukryte w gęstej roślinności.
JajaW ciągu roku wyprowadza jeden lęg, składając w kwietniu–maju 6 do 14 jaj w kolorze od brązowego po żółto-zielony.
WysiadywanieJaja wysiadywane są przez okres 25 do 28 dni przez samicę. Zagniazdownik, pisklęta usamodzielniają się po 8 tygodniach.
PożywienieRośliny wodne i ich nasiona z niewielką domieszką bezkręgowców, drobnych rybek i płazów, ikry i skrzeku. Pokarm zdobywa pływając z zanurzoną głową lub nurkując.

## Status i ochrona
W Czerwonej księdze gatunków zagrożonych Międzynarodowej Unii Ochrony Przyrody podgorzałka od 2000 roku uznawana jest za gatunek bliski zagrożenia (NT – Near Threatened); wcześniej, od 1994 roku klasyfikowano ją jako gatunek narażony (VU), a od 1988 jako gatunek najmniejszej troski (LC). Liczebność światowej populacji oceniano w 2017 roku na 180–240 tysięcy osobników. Globalny trend liczebności populacji uznawany jest za spadkowy.
W Polsce podgorzałka objęta jest ścisłą ochroną gatunkową, wymaga ochrony czynnej. Na Czerwonej liście ptaków Polski została sklasyfikowana jako gatunek narażony (VU). Liczebność populacji lęgowej na terenie kraju w latach 2013–2018 oceniano na 82–138 par lęgowych.